# كغارتن فينبوغاسون
كغارتن فينبوغاسون هو لاعب كرة قدم آيسلندي في مركز الهجوم، ولد في 9 يوليو 1986 في ريكيافيك في آيسلندا. شارك مع منتخب آيسلندا لكرة القدم. أما مع النوادي، فقد لعب مع أتفدابيرجس وناتدبيرنوفيلاغ ريكيافيكور ونادي ساندفيورد ونادي سلتيك ونادي فالكيرك ونادي هورسينس.

## وصلات خارجية
- كغارتن فينبوغاسون على موقع قاعدة بيانات كرة القدم.إي يو (الإنجليزية)
- كغارتن فينبوغاسون على موقع ناشيونال فوتبول تيمز (الإنجليزية)
- كغارتن فينبوغاسون على موقع Soccerway.com (الإنجليزية)